# اف‌جی‌آی-۱۰۴
اف‌جی‌آی-۱۰۴(به انگلیسی: FGI-104) نام یک داروی ضد ویروس وسیع الطیف است، که می‌تواند علیه ویروس‌هایی همچون هپاتیت ب ، هپاتیت سی، اچ‌آی‌وی ، ویروس ابولا و Venezuelan equine encephalitis virus استفاده شود.